# Аполлония (Сицилия)
Аполлония (др.-греч. Ἀπολλωνία) — античный полис и археологический памятник на территории Сицилии рядом с коммуной Сан-Фрателло.
Впервые упомянут в «Исторической библиотеке» Диодора Сицилийского. В 342 году до н. э. Тимолеонт победил тирана Энгиона и Аполлонии Лептина. После высылки тирана была восстановлена автономия Аполлонии.
В 307 году до н. э. город был разграблен Агафоклом. Некоторые граждане полиса пригласили сиракузского тирана, обещая передать город в его власть. Имена предателей стали известны до того, как Агафокл с войсками подошёл к городу. В связи с этим сиракузянам пришлось штурмовать город. После его взятия большинство жителей было убито, а город разграблен.
Последний раз Аполлонию упоминает Цицерон среди городов Сицилии вынужденных платить Риму десятину. В речи «Против Верреса» Цицерон обвиняет сицилийского наместника в разорении указанных, включая Аполлонию, городов.
Среди антиковедов какое-то время шли дискуссии о месторасположении Аполлонии. Предполагалось, что она располагалась в области современной Поллины. Впоследствии руины полиса были обнаружены восточнее Поллины в области Сан-Фрателло.